# 페냐롤
클루브 아틀레티코 페냐롤(Club Atlético Peñarol)은 우루과이의 수도 몬테비데오를 근거지로 하는 종합 스포츠 클럽으로 우루과이 프리메라 디비시온에 속해 있다. 우루과이에서 가장 많은 정규 리그 우승 횟수와 팬층을 가진 축구 팀이다. 1891년 '센트럴 우루과이 철도 회사'에서 일하던 영국인들이 만든 센트럴 우루과이 철도 크리켓 클럽 (Central Uruguay Railway Cricket Club, CURCC)이 팀의 기원이다. 노랑과 검정의 줄무늬 유니폼은 철도 건널목의 색상에서 유래한 것이다. 축구팀으로써 페냐롤이 설립된 것은 1913년이다. 페냐롤이란 명칭은 (원래는 이탈리아의 피네롤로라는 곳에서 유래한) 인근 지역의 이름에서 딴 것이다.
나시오날과의 더비 경기인 몬테비데오 클라시코(clásico)는 우루과이에서 가장 중요한 스포츠 이벤트로써  1930년 FIFA 월드컵이 열린 역사적인 장소이자 국립 경기장인 센테나리오 경기장에서 열린다

## 우승 기록

#### 아마추어 (1900-1931): 9회(11회)
- CURCC :1900, 1901, 1905, 1907, 1911
- 페냐롤 :1918, 1921, (1925), (1926), 1928, 1929[1]

#### 프리메라 디비시온(1932-): 52회
- 1900, 1901, 1905, 1907, 1911, 1918, 1921, 1928, 1929, 1932, 1935, 1936, 1937, 1938, 1944, 1945, 1949, 1951, 1953, 1954, 1958, 1959, 1960, 1961, 1962, 1964, 1965, 1967, 1968, 1973, 1974, 1975, 1978, 1979, 1981, 1982, 1985, 1986, 1993, 1994, 1995, 1996, 1997, 1999, 2003, 2009-2010, 2012-2013, 2015-2016, 2017, 2018, 2021, 2024

- 기타, 코파 콤페텐시아(13회), 리기야(12회) 등 여러 대회에서 우승.

#### 국제 대회: 8회
- 인터콘티넨털컵 (3회) : 1961년, 1966년, 1982년
- 코파 리베르타도레스 (5회) : 1960년, 1961년, 1966년, 1982년, 1987년

## CONMEBOL클럽 랭킹
남미 축구 연맹 (CONMEBOL)에서 1960년부터 산정한 남미 클럽 랭킹에 따르면, 현재 페냐롤은 1094점으로 1023점인 아르헨티나의 보카 주니어스를 뒤로하고 1위에 올라 있다.
| 점수 | 클 럽 명          | 국 가      |
| ---- | ----------------- | ---------- |
| 1094 | 페냐롤            | 우루과이   |
| 1023 | 보카 주니어스     | 아르헨티나 |
| 960  | 나시오날          | 우루과이   |
| 910  | 올림피아 아순시온 | 파라과이   |
| 895  | 인데펜디엔테      | 아르헨티나 |
| 862  | 리버 플레이트     | 아르헨티나 |
| 702  | 상파울루 FC       | 브라질     |
| 538  | 세로 포르테뇨     | 파라과이   |
| 565  | 크루제이루        | 브라질     |
| 533  | 콜로-콜로         | 칠레       |

## 선수 명단

### 현역
참고: FIFA 자격 규정에 따라 소속된 국가대표팀 국기를 표시합니다. 선수는 복수의 FIFA 비회원국 국적을 가지고 있을 수 있습니다.
| 번호 | 포지션 | 국적 | 이름        |
| ---- | ------ | ---- | ----------- |
| 19   | MF     |      | 에릭 레메디 |

| 번호 | 포지션 | 국적 | 이름 |
| ---- | ------ | ---- | ---- |

## 역대 감독
| 감독                     | 임기        |
| ------------------------ | ----------- |
| 알베르토 수피시          | 1945        |
| 후안 알베르토 스키아피노 | 1975 ~ 1976 |
| 알시데스 기지아          | 1980        |
| 루이스 쿠비야            | 1981        |
| 세사르 루이스 메노티     | 1985        |
| 오스카르 타바레스        | 1987        |
| 오스카르 타바레스        | 1993 ~ 1994 |
| 디에고 알론소            | 2013        |